# Loch Ailort

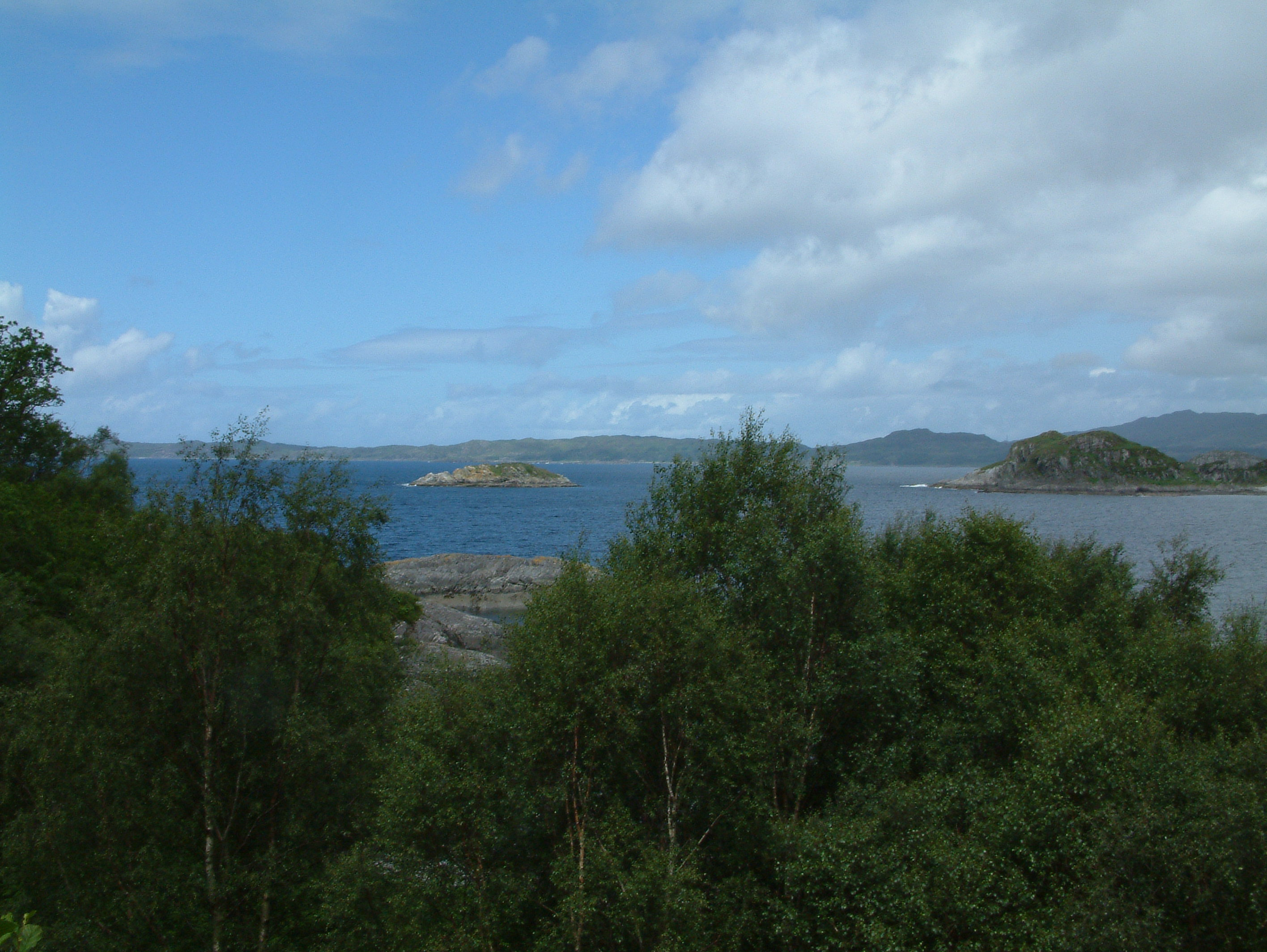
Loch Ailort s poloostrovem Ardnish v pozadí

Loch Ailort je záliv v západní části Highlands ve Skotsku. Při ústí řeky Ailort na východě se nachází vesnice Lochailort pojmenovaná po tomto zálivu. V severní části je poloostrov Ardnich. Na západě se záliv otevírá směrem k Sound of Arisaig. Na severu leží Loch Nan Uamh.